# Willie Reid (trener)
Willie Reid (ur. ? w Neilston, zm. 1975) – szkocki piłkarz występujący na pozycji pomocnika oraz trener.
W latach 1954–1961 był trenerem St. Mirren. W sezonie 1955/1956 doprowadził drużynę do finału Pucharu Ligi Szkockiej, przegranego 1:2 z Aberdeen. Trzy lata później, w sezonie 1958/1959, sięgnął z zespołem po Puchar Szkocji, wygrywając w finale 3:1 z Aberdeen.
W grudniu 1961 objął funkcję trenera Norwich City i prowadził drużynę do maja 1962. W tym czasie poprowadził zespół do triumfu w Pucharze Ligi Angielskiej, pokonując w finale 1:0 Rochdale.